# Aubigny (Vendée)
Pour les articles homonymes, voir Aubigny.
Aubigny (Aubegnàe ou Le Begnàe en poitevin) est une ancienne commune française située dans le département de la Vendée en région Pays-de-la-Loire. Ses habitants sont les Aubinois.
Avec Les Clouzeaux, elle devient une commune déléguée d’Aubigny-les-Clouzeaux au 1er janvier 2016.

## Géographie
Le territoire municipal d’Aubigny s’étend sur 2 599 hectares. L’altitude moyenne de la commune est de 62 mètres, avec des niveaux fluctuant entre 33 et 77 mètres,.
Aubigny est une commune située à 9 km au sud de La Roche-sur-Yon et est distante de 25 km de la mer :
Les Sables-d'Olonne, Jard-sur-Mer, Longeville-sur-Mer, La Tranche-sur-Mer, sont les plages les plus proches.
Bornée au nord et à l’est par deux affluents de l’Yon qui la séparent des Clouzeaux, de La Roche-sur-Yon et de Nesmy, la commune d'Aubigny touche à l'est et au sud les communes de Nieul-le-Dolent et de La Boissière-des-Landes.
La commune s'étend sur 2 579 hectares et son altitude est de 79 mètres au-dessus de la mer.

### Communes limitrophes
| Les Clouzeaux   |                         | La Roche-sur-Yon |
|                 | Aubigny                 | Nesmy            |
| Nieul-le-Dolent | La Boissière-des-Landes |                  |

## Toponymie
Est issu de l'anthroponyme latin ou roman, Albinius suivi du suffixe -acum,.

## Histoire
Dès le XIIe siècle, les chartes retrouvées mentionnent qu'il existait une seigneurie et un prieuré à Aubigny ; celles de 1180 où il est question d'un certain Guillelmus de Aubigneio, seigneur de l'endroit, faisant don de la ferme de la Bigaudière à l'abbaye Sainte-Croix de Talmont.
L'église date de cette période : XIe et XIIe siècles.
De cette époque ancienne, il n'y a guère de vestiges et il semble que différentes familles de seigneurs se soient succédé à Aubigny sans faits vraiment marquants, ce qui a permis à Henri Bourgeois d'affirmer que :

« Les seigneurs de l'endroit étaient de tout petits seigneurs qui ne durent jamais faire beaucoup de bruit car il n'existe
guère de trace...Conformément au proverbe, les habitants d'Aubigny durent être heureux... puisqu'ils n'ont pas d'histoire. »

À défaut de parchemins historiques, le plan cadastral de la commune nous offre une particularité : c'est le nombre relativement considérable de « tonnelles », on en compte 8.
Qu'était-ce donc que ces fameuses tonnelles dont le nom se rencontre sur les cartes locales ?
D'après Benjamin Fillon, les tonnelles, dont l'origine remonterait à l'époque gallo-romaine, auraient été de simples signaux destinés à mettre la côte en communication avec l'intérieur des terres.
M.A. Bitton, conservateur de Benjamin Fillon, prétend au contraire que c'étaient de véritables moulins gallo-romains...
Un premier point bien certain : c'est que ces tonnelles étaient toujours situées sur des hauteurs.
En admettant que les moulins gallo-romains de M.A. Bitton aient jamais existé, il n'en coûterait pas davantage de les supposer encore debout à
l'époque de la Révolution, auquel cas il serait permis d'affirmer qu'ils durent plus d'une fois servir de signaux aux habitants d'Aubigny qui se soulevèrent en masse, au mois de mars 1793, et qui se battirent vaillamment dans l'armée du rude chirurgien de La Chapelle-Hermier :
le fameux Joly.
(Extraits de la Vendée Historique - 1902)
Toute la paroisse d'Aubigny s'était soulevée avec, à sa tête, son curé Jacques Chabot, réfractaire au serment constitutionnel et qui avait refusé de se soumettre à l'ordre d'exil.
Les documents officiels nous le montrent, dès le début des combats, au nombre des ecclésiastiques donnant la bénédiction aux soldats de Joly
en marche contre la ville des Sables.
À partir de ce jour, il se mêla de plus en plus activement à l'insurrection en assurant son organisation.
À la fin de la guerre proprement dite, le curé Chabot continua à se cacher dans le pays, principalement à la Routière d'où il surveillait
la route de La Roche pour donner l'alerte à ses fidèles.
Le curé Chabot refusa tous les serments imposés jusqu'au Concordat où il reprit officiellement possession de sa cure.
Le curé Chabot mourut en 1815, à l'âge de 78 ans, alors que le « régent » d'Aubigny, Francis Roy, fut mis à mort comme royaliste aux Sables-d'Olonne et exécuté sur la plage le 6 janvier 1794. Son nom ne fut peut-être pas étranger à son destin.

## Héraldique
Même si Henri Bourgeois affirme en 1902 que les seigneurs d'Aubigny étaient de tout petits seigneurs, il convient de rappeler les plus anciens
et préciser que leurs armes ont servi en 1983 à l'élaboration du blason de la commune selon les travaux de Mme F. Bailly et M. G. Jolimay :
| Blason | Blasonnement : « Écartelé : au premier, de gueules aux trois croissants d'or ; au deuxième, de gueules aux trois tours d'or, ouvertes de sable, mal ordonnées ; au troisième, d'argent à la croix de gueules cantonnée de quatre coquilles de sable ; au quatrième, de gueules aux six besants d'argent ordonnés 3, 2 et 1 ; sur le tout d'azur à une église romane d'argent posée sur une terrase de sinople. » Commentaires : Le premier quartier représente les armes de la famille des Essarts et des seigneurs d’Aubigny (XIIe siècle) ; le deuxième celles de la famille d’Aubigny ou Aubigné, seigneurs d’Aubigny (XIIIe et XIVe siècles) ; le troisième celles de la famille Aubry, seigneurs de Colle et d’Aubigny (XIVe siècle) ; le quatrième celles de la famille de La Muce, seigneurs d’Aubigny (XVe et XVIe siècles). L’église romane est l'église Saint Laurent d'Aubigny (XIe et XIIe siècles). |

## Politique et administration

### Liste des maires
| Période                                  | Période                    | Identité                          | Étiquette       | Qualité                                                            |
| ---------------------------------------- | -------------------------- | --------------------------------- | --------------- | ------------------------------------------------------------------ |
| 1865                                     | 1870                       | Jean Martin                       |                 |                                                                    |
| 1871                                     | 1892                       | Francisque de Saint-Meleuc        |                 |                                                                    |
| Les données manquantes sont à compléter. |                            |                                   |                 |                                                                    |
| 1900                                     | 1907                       | Maurice Verger                    |                 |                                                                    |
| 1907                                     | 1919                       | Émile Raynaud                     |                 |                                                                    |
| 1919                                     | 1921                       | Sébastien Bonneau                 |                 |                                                                    |
| 1921                                     | 1931                       | Joseph Pondevie                   |                 |                                                                    |
| 1931                                     | mai 1935                   | Fernand Gauvreau                  | Républicain     |                                                                    |
| mai 1935                                 | 1941                       | Pierre Orsonneau                  | Union nationale | Ancien adjoint au maire                                            |
| 1941                                     | 28 juin 1968 (décès)       | Louis Cacaud                      |                 | Notaire, docteur en droit                                          |
| 27 juillet 1968                          | 20 juin 1978 (démission)   | Michel Cacaud (fils du précédent) |                 | Notaire à La Roche-sur-Yon                                         |
| 2 juillet 1978                           | 24 mars 1989               | Gustave Brisseau                  |                 | Ancien secrétaire de mairie Premier adjoint au maire (1977 → 1978) |
| 24 mars 1989                             | 23 mars 2001               | Michel Laurent                    | DVD             | Cadre à la fédération Océan du Crédit mutuel                       |
| 23 mars 2001                             | 3 janvier 2013 (démission) | Jean Lardière                     | PS              | Cadre administratif                                                |
| 15 janvier 2013                          | 31 décembre 2015           | Jany Guéret                       | PS              | Ingénieur en collectivité                                          |
| Les données manquantes sont à compléter. |                            |                                   |                 |                                                                    |

### Liste des maires délégués
| Période        | Période      | Identité            | Étiquette | Qualité                                                             |
| -------------- | ------------ | ------------------- | --------- | ------------------------------------------------------------------- |
| 9 janvier 2016 | 25 mai 2020  | Jany Guéret         | PS        | Ingénieur en collectivité Maire d’Aubigny-les-Clouzeaux (2016-2020) |
| 25 mai 2020    | 11 mars 2023 | Jean-Louis Tessier, |           | Employé de mairie à la retraite                                     |
| 11 mars 2023   | En cours     | Catherine Laville,  |           | Travailleuse sociale                                                |

## Démographie

### Évolution démographique
L'évolution du nombre d'habitants est connue à travers les recensements de la population effectués dans la commune depuis 1800. À partir du 1er janvier 2009, les populations légales des communes sont publiées annuellement dans le cadre d'un recensement qui repose désormais sur une collecte d'information annuelle, concernant successivement tous les territoires communaux au cours d'une période de cinq ans. 
Pour les communes de moins de 10 000 habitants, une enquête de recensement portant sur toute la population est réalisée tous les cinq ans, les populations légales des années intermédiaires étant quant à elles estimées par interpolation ou extrapolation. Pour la commune, le premier recensement exhaustif entrant dans le cadre du nouveau dispositif a été réalisé en 2008,.
En 2015, la commune comptait 3 681 habitants, en évolution de +26,71 % par rapport à 2009 (Vendée : +5,7 %, France hors Mayotte : +2,49 %).
| 1800 | 1806 | 1821 | 1831 | 1836 | 1841 | 1846 | 1851 | 1856  |
| ---- | ---- | ---- | ---- | ---- | ---- | ---- | ---- | ----- |
| 670  | 750  | 775  | 868  | 923  | 969  | 994  | 981  | 1 055 |

| 1861  | 1866  | 1872  | 1876  | 1881  | 1886  | 1891  | 1896  | 1901  |
| ----- | ----- | ----- | ----- | ----- | ----- | ----- | ----- | ----- |
| 1 067 | 1 152 | 1 156 | 1 198 | 1 171 | 1 212 | 1 287 | 1 265 | 1 246 |

| 1906  | 1911  | 1921  | 1926  | 1931  | 1936  | 1946  | 1954  | 1962  |
| ----- | ----- | ----- | ----- | ----- | ----- | ----- | ----- | ----- |
| 1 243 | 1 222 | 1 052 | 1 110 | 1 160 | 1 155 | 1 087 | 1 103 | 1 197 |

| 1968  | 1975  | 1982  | 1990  | 1999  | 2008  | 2013  | 2014  | - |
| ----- | ----- | ----- | ----- | ----- | ----- | ----- | ----- | - |
| 1 266 | 1 644 | 2 193 | 2 245 | 2 329 | 2 886 | 3 483 | 3 593 | - |

### Pyramide des âges
La population de la commune est relativement jeune. Le taux de personnes d'un âge supérieur à 60 ans (18,2 %) est en effet inférieur au taux national (21,6 %) et au taux départemental (25,1 %).
Contrairement aux répartitions nationale et départementale, la population masculine de la commune est supérieure à la population féminine (50,2 % contre 48,4 % au niveau national et 49 % au niveau départemental).
La répartition de la population de la commune par tranches d'âge est, en 2007, la suivante :
- 50,2 % d’hommes (0 à 14 ans = 22,4 %, 15 à 29 ans = 16,7 %, 30 à 44 ans = 22,4 %, 45 à 59 ans = 20,9 %, plus de 60 ans = 17,5 %) ;
- 49,8 % de femmes (0 à 14 ans = 21,3 %, 15 à 29 ans = 14 %, 30 à 44 ans = 24,3 %, 45 à 59 ans = 21,5 %, plus de 60 ans = 18,9 %).

| Hommes | Classe d’âge | Femmes |
| ------ | ------------ | ------ |
| 0,1    | 90 ans ou +  | 0,1    |
| 4,4    | 75 à 89 ans  | 5,4    |
| 13,0   | 60 à 74 ans  | 13,4   |
| 20,9   | 45 à 59 ans  | 21,5   |
| 22,4   | 30 à 44 ans  | 24,3   |
| 16,7   | 15 à 29 ans  | 14,0   |
| 22,4   | 0 à 14 ans   | 21,3   |

| Hommes | Classe d’âge | Femmes |
| ------ | ------------ | ------ |
| 0,4    | 90 ans ou +  | 1,2    |
| 7,3    | 75 à 89 ans  | 10,6   |
| 14,9   | 60 à 74 ans  | 15,7   |
| 20,9   | 45 à 59 ans  | 20,2   |
| 20,4   | 30 à 44 ans  | 19,3   |
| 17,3   | 15 à 29 ans  | 15,5   |
| 18,9   | 0 à 14 ans   | 17,4   |

## Lieux et monuments

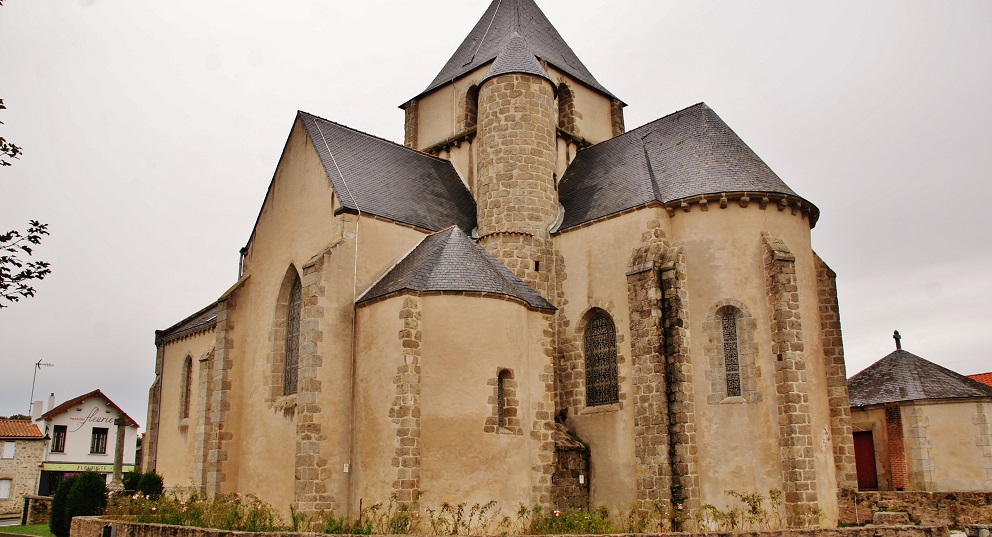
L'église paroissiale Saint-Laurent.

- Église Saint-Laurent, inscrite aux monuments historiques[26] sauf la nef moderne.

## Personnalités liées à la commune
Yannick Jaulin, conteur, auteur, acteur, dramaturge, né le 30 juillet 1958 à Aubigny, s'exprimant notamment en poitevin-saintongeais dans sa forme poitevine, sa langue maternelle.